# González Ortega, Veracruz
González Ortega är en ort i Mexiko.   Den ligger i kommunen Coatzintla och delstaten Veracruz, i den sydöstra delen av landet, 200 km nordost om huvudstaden Mexico City. González Ortega ligger 221 meter över havet och antalet invånare är 301.
Terrängen runt González Ortega är huvudsakligen platt. González Ortega ligger uppe på en höjd. Runt González Ortega är det ganska tätbefolkat, med 67 invånare per kvadratkilometer. Närmaste större samhälle är Poza Rica de Hidalgo, 12,4 km norr om González Ortega. Omgivningarna runt González Ortega är en mosaik av jordbruksmark och naturlig växtlighet.